# Herman Naegels
Herman Naegels (Mechelen, 17 maart 1943) is een Belgisch voormalig kajakker.

## Levensloop
Naegels vertegenwoordigde België tweemaal op de Olympische Spelen, in 1968 te Mexico-Stad en 1972 te München. In 1968 bereikte hij er samen met Jean-Pierre Burny een zevende plaats in de eindstand van de K2 1000 meter. In 1972 vormde hij een duo met Marc Moens. Ze werden er uitgeschakeld in de herkansingen.